# إجراء ديفيد
إجراء ديفيد (بالإنجليزية: David procedure)‏، يسمى أيضًا استبدال الجذر الأبهري مع استبقاء الصمام الأبهري (Valve-sparing aortic root replacement) هو إجراء جراحي في القلب، يستخدم لعلاج أم الدم الأبهرية (تمدد أو توسع الأوعية الدموية في الشريان الأبهر) ولمنع تسلخ الأبهر (تمزق يصيب جدار الشريان الأبهر). ينطوي الإجراء على استبدال الشريان الأبهري دون استبدال الصمام الأبهري. تم تطوير إجرائين مماثلين، أحدهما بواسطة مجدي يعقوب، والآخر بواسطة تيرون ديفيد.

## تقنيات

### تقنية Re-modeling
أسسها البروفيسور مجدي يعقوب.

### تقنية Re-implantation
أسسها كل من تيرون ديفيد وكريستوفر فينديل في مستشفى تورنتو العام.